# Sally Floyd
Sally Floyd (20 de maio de 1950 – 25 de agosto de 2019) foi uma cientista da computação do Instituto Internacional de Ciências da Computação em Berkeley, Califórnia. Ela se aposentou em 2009. É mais conhecida por seu trabalho em controle de congestionamento na Internet e está no top 10 dos pesquisadores mais citados em ciência da computação.

## Biografia
Floyd recebeu o título de bacharel em sociologia pela Universidade da Califórnia em Berkeley em 1971. Recebeu um título de mestre em ciência da computação em 1984 e um PhD em 1987, ambos da Universidade da Califórnia.
Floyd é mais conhecida pelo campo de controle de congestionamento com o invento do Random Early Detection (RED) sistema de gestão de fila de ativos, fundando assim a área de Gerenciamento Ativo de Filas ou Active Queue Management  (AQM) com Van Jacobson. Quase todos os roteadores de internet usam RED ou algo desenvolvido a partir dele para gerenciar o congestionamento da rede. Floyd concebeu o método agora-comum de adicionar jitter para temporizadores de mensagens para evitar a sincronização.
Floyd, com Vern Paxson, em 1997 identificou a falta de conhecimento sobre topologia de rede como o maior obstáculo em compreender como a Internet funciona. O trabalho, "Por que nós não sabemos como simular a internet", foi republicado como "Dificuldades em simular a internet" em 2001 e ganhou o Prêmio IEEE Communication Society's William R. Bennett.
Floyd é também uma co-autora no padrão TCP Reconhecimento Seletivo (SACK), Notificação de Congestionamento Explícito (ECN), o Protocolo de Controle de Congestionamento de Datagramas (DCCP) e TCP Controle de Taxa Amigável (TFRC).
Recebeu o Prêmio Internet IEEE de 2005 e o Prêmio ACM SIGCOMM de 2007 por suas contribuições para controle de congestionamento. Ela esteve envolvida no Conselho Consultivo de Internet e está no top 10 dos pesquisadores mais citados em ciência da computação.

## Prêmios
- 2007 - Prêmio SIGCOMM do Grupo de Interesse Especial em Comunicação de Dados da ACM.  Reconhecido como o mais prestigioso prêmio para um cientista em redes de computadores.[1]
- Prêmio IEEE Communication Society's William R. Bennett pelo trabalho for "Dificuldades em Simular a Internet", por Floyd e Vern Paxson[1]

## Publicações selecionadas
- S Floyd & V Jacobson, "Random Early Detection Gateways for Congestion Avoidance", IEEE/ACM Transactions on Networking (1993)
- S Floyd & K Fall, "Promoting the Use of End-to-End Congestion Control in the Internet", IEEE/ACM Transactions on Networking (1993)
- V Paxson & S Floyd, "Wide Area Traffic: The Failure of Poisson Modeling", IEEE/ACM Transactions on Networking (1995)
- M Mathis, J Mahdavi, S Floyd, A Romanow, "TCP Selective Acknowledgement Options" (1996)
- S. Floyd & V. Paxson, "Why We Don't Know How to Simulate the Internet", Dec. 1997, Proceedings of the 1997 Winter Simulation Conference.  Re-written as "Difficulties in Simulating the Internet", IEEE/ACM Transactions on Networking, v.9, n.4 (Agosto de 2001).  Winner of the Communications Society William R. Bennett Prize Paper Award, 2001.